# 水酸化物
水酸化物（すいさんかぶつ、英語: hydroxide）とは、塩のうち、陰イオンとして水酸化物イオン (OH-) を持つ化合物のこと。陽イオンが金属イオンの場合、一般式は Mx(OH)y と表される。一般に塩基性（アルカリ性）もしくは両性を持ち、水酸化ナトリウム (NaOH) など、アルカリ金属やアルカリ土類金属の水酸化物は強塩基性を示す。組成式が水酸化物と相同することから、金属酸化物の水和物 MxOy•(H2O)z を含む場合もある。
アルカリ金属以外の水酸化物は、一般に加熱により水を失い酸化物となる。
{\displaystyle {\ce {M(OH)_{\mathit {n}}->MO_{{\mathit {n}}/2}\ +{\frac {\mathit {n}}{2}}H2O}}}
英語の "hydroxide" にはアルコールやフェノールなどのヒドロキシ基を持つ有機化合物も含まれるが、日本語の「水酸化物」にはこれらの化合物は含まれない。有機化合物のヒドロキシ基は共有結合により母骨格と結びついている。

## 溶解度と塩基強度
金属イオンの電荷が小さくイオン半径の大きいアルカリ金属の水酸化物は、イオン間の静電気力が小さいため水に対する溶解度が大きく、かつ強塩基である。しかし電荷が2価のものでは比較的イオン半径の大きいアルカリ土類金属の水酸化物は幾分水に溶解するが、その他の重金属水酸化物では溶解度も小さく塩基としても弱い。これは静電気力が増大し、かつd軌道電子などの影響により金属イオンと水酸化物イオン間の結合が共有結合性を帯びるためである。3価の水酸化物ではより共有結合性が強くなり、溶解度はさらに小さく塩基としても弱い。
水酸化物の溶解度積と、水酸化物の共役酸に相当する水和金属イオンの酸解離定数との間には相関関係が見られる。
| 水酸化物                           | 化学式                          | 溶解度積  | 水和イオン | 水和イオンのpKa |
| ---------------------------------- | ------------------------------- | --------- | ---------- | --------------- |
| 水酸化カルシウム                   | {\displaystyle {\ce {Ca(OH)2}}} | 5.5×10−5  | Ca2+       | 12.7            |
| 水酸化マグネシウム                 | {\displaystyle {\ce {Mg(OH)2}}} | 1.2×10−11 | Mg2+       | 11.4            |
| 水酸化マンガン                     | {\displaystyle {\ce {Mn(OH)2}}} | 2.9×10−13 | Mn2+       | 10.6            |
| 水酸化鉄(II)                       | {\displaystyle {\ce {Fe(OH)2}}} | 1.5×10−16 | Fe2+       | 9.5             |
| 水酸化亜鉛                         | {\displaystyle {\ce {Zn(OH)2}}} | 4×10−17   | Zn2+       | 9.0             |
| 水酸化銅(II)                       | {\displaystyle {\ce {Cu(OH)2}}} | 1.9×10−20 | Cu2+       | 7.3             |
| 水酸化ランタン（中国語: 氫氧化鑭） | {\displaystyle {\ce {La(OH)3}}} | 5.2×10−20 | La3+       | 9               |
| 水酸化アルミニウム                 | {\displaystyle {\ce {Al(OH)3}}} | 5×10−33   | Al3+       | 5.0             |
| 水酸化鉄(III)                      | {\displaystyle {\ce {Fe(OH)3}}} | 2.5×10−39 | Fe3+       | 2.2             |

水酸化物の溶解平衡は以下の式で表され、水に難溶性のものでも酸性水溶液では水酸化物イオンが消費され平衡が右辺に偏るため溶解する。また溶解度積が小さな水酸化物を形成する金属イオンの水溶液ではよりpHが低い水溶液からでも水酸化物を沈殿する。
{\displaystyle {\ce {M(OH)_{\mathit {n}}\ \rightleftarrows \ M^{{\mathit {n}}+}\ +{\mathit {n}}OH^{-}}}}
水酸化物には強塩基性の水溶液に対し溶解度が増大する、両性水酸化物と呼ばれるものが存在し、水酸化アルミニウムおよび水酸化亜鉛などはこの性質が著しいが、これは水酸化物に対しより高次の水酸化物イオンの配位が起こりヒドロキシ錯体を形成することによるもので、程度の違いはあるものの多くの水酸化物に一般的に見られる現象である。
{\displaystyle {\ce {M(OH)_{\mathit {n}}\ +{\mathit {m}}OH^{-}\ \rightleftarrows \ M(OH)_{{\mathit {n}}\mathrm {+} {\mathit {m}}}{}^{\mathit {m-}}}}}

## 水酸化物の例
- 水酸化アルミニウム (Al(OH)3)
- 水酸化アンモニウム (NH4OH) – アンモニア水
- 水酸化カリウム（苛性カリ、KOH）
- 水酸化カルシウム（消石灰、Ca(OH)2）
- 水酸化ナトリウム（苛性ソーダ、NaOH）
- 水酸化マグネシウム (Mg(OH)2)
- 水酸化鉄
- 水酸化銅(II)

## 用途
水酸化ナトリウムや水酸化カリウムは、酸を中和する安価な塩基として用いられる。

## 水酸化鉱物
鉱物学において、主に水酸化物からなる鉱物を水酸化鉱物（すいさんかこうぶつ、英: hydroxide mineral）という。ダイアスポア（AlO(OH)）、針鉄鉱（FeO(OH)）、水滑石（Mg(OH)2）、ギブス石（Al(OH)3）などがある。